# احمد محمود صبحی
دکتر احمد محمود صبحی (۱۹۲۸ م - ۲۰۰۴ م) متفکر و استاد فلسفه اسلامی دانشگاه‌های مصر و جهان عرب، او یکی از شاگردان علی سامی النشار بود. تخصص او در شناخت شیعه دوازده امامی بود و کتاب مهم او «نظریه امامت در شیعه اثنی عشری از بعد فلسفی» است.

## زندگی و تحصیلات
او در سال ۱۹۲۸ در اسکندریه به دنیا آمد و دوره ابتدایی را در مدرسه انجمن خیریه افتخاری در خیابان منشأ در محرم بیک تحصیل کرد. این مدرسه شامل دو مدرسه پسرانه رامسس و دخترانه نازلی بود. این مدرسه در سال ۱۹۴۱ پس از میلاد توسط بمب ویران شد.

## کار در دانشگاه
او قبل از ورود به دانشگاه در برخی از مدارس دولتی (ابتدایی و راهنمایی) به عنوان معلم مشغول به کار بود و به شاگردانش توصیه می‌کرد که نظرات خود را حتی در صورت مخالفت بیان کنند و در سال ۱۹۵۶ به بحرین رفت و در آنجا اولین کتاب خود با عنوان (ادعای ایران بر بحرین) را نوشت. اعزام وی به بحرین پس از سه سال به دلیل درگیری با رئیس هیئت آموزشی به پایان رسید. وقتی به دکتر علی النشر مراجعه کرد تا شکایت او را به به جمال عبدالناصر (النشر به عنوان مشاور سیاسی شورای فرماندهی انقلاب کار می‌کرد) برساند، النشر او را تشویق به ادامه تحصیل کرد. که فوق لیسانس و دکترا در نظریه امامت شیعیان دوازده امامی را گرفت.
پس از اخذ مدرک فوق لیسانس و دکترا به عنوان معلم در دانشگاه اسکندریه مشغول به کار شد و در سال ۱۳۵۲ به درجه استادیاری و سپس در پایان دهه هفتاد به درجه استادی نائل آمد. در آن دوره چندین بار برای کار در تعدادی از دانشگاه‌های عربی رفت، مثلاً در سال ۱۹۶۹ در لیبی نزد دکتر عبدالرحمن بداوی کار کرد و در سال‌های ۱۹۷۶–۱۹۸۰ در یمن با دکتر عبدالغفار مکاوی کار کرد. وی همچنین در سال ۱۹۸۳ به اردن و در سال ۱۹۸۵ تا سال ۱۹۸۸ به کویت اعزام شد. با رسیدن به سن بازنشستگی، مجبور به استعفا از دانشگاه اسکندریه و قرارداد با دانشگاه کویت شد، اما پس از پایان یک دوره و تجاوز عراق به کویت در ۱۹۰ به مصر بازگشت. پس از رهایی کویت از تجاوز دوباره به کویت رفت و تا سال ۱۹۹۴ میلادی در آنجا به تدریس ادامه داد، سپس به اسکندریه بازگشت و به عنوان استاد تمام وقت منصوب شد و از سال ۱۹۹۵ تا زمان مرگ در سال ۲۰۰۴ میلادی در آنجا بود. وی در طول دوران تدریس خود سرپرستی بسیاری از پایان‌نامه‌های علمی را بر عهده داشت و بسیاری از دانشجویان ممتاز در تخصص‌های خود از زیر ردای او بیرون آمدند، مانند دکتر صفاء عبدالسلام.

## برجسته‌ترین آثار
احمد محمود صبحی در حوزه‌های مختلف اندیشه اسلامی تأثیر زیادی دارد. اما علم کلام و مذاهب و مذاهب اسلامی مورد توجه او قرار گرفت و بیشتر فرقه‌های معتزله و اشعری و زیدی و نیز شیعیان امامیه (اثنی عشری) و موضع ایشان در آموزه امامت مهم‌ترین اعتقاد آنها او تالیفات بسیاری را به رشته تحریر درآورده است، از جمله:
- در علم کلام. بررسی فلسفی دیدگاه‌های گروه‌های کلامی
- در فلسفه تاریخ
- فلسفه اخلاق در اندیشه اسلامی (خرد گرایان و اهل نظر یا ملاحظه و عمل)
- تصوف: موافقان و مخالفان آن
- در فلسفه تمدن (یونانی - اسلامی - غربی) [همراه با دکتر صفا عبدالسلام]
- هاؤوم اقرؤوا کتابیه: کوششی برای تجدید اندیشه اسلامی
- نظریه امامت در شیعه اثنی عشری.

## جوایز و افتخارات
احمد محمود صبحی افتخارات و جوایز بسیاری از جمله جایزه تشویقی دولتی از دانشگاه اسکندریه را برای کتاب فلسفه تاریخ در سال ۱۹۷۶ میلادی دریافت کرد.

## مرگ
احمد محمود صبحی در سال ۱۳۸۳ در سن ۷۶ سالگی دار فانی را وداع گفت و میراث علمی بزرگی از خود بر جای گذاشت. مراسم یادبودی برای وی در بهمن ماه ۱۳۸۴ به دبیری دکتر عاطف عراقی، رئیس کمیته فلسفه شورای عالی فرهنگ و گزارشگر کمیته، استاد محمود امین العالم برگزار شد. شاگرد وی، دکتر صفاء عبدالسلام علی جعفر، رئیس سابق گروه فلسفه دانشگاه اسکندریه، کتابی حاوی زندگی‌نامه وی در قلم خود و مجموعه ای از تحقیقات و مقالات مربوط به مهم‌ترین آثار وی را در حجم عظیمی منتشر کرد.